# آشفته‌رگه‌واران
آشفته‌رگه‌واران(نام علمی: Nemestrinoidea) نام یک بالاخانواده از زیرراسته کوتاه‌شاخکان است.